# 18歳の壁
18歳の壁（18さいのかべ）とは、
1. 障がいのある子どもが特別支援学校高等部を卒業した後、これまで利用していた放課後等デイサービスなどの福祉サービスが利用できなくなり、居場所がなくなることで親の就労や子供の生活に影響が出る問題のこと[1]。本項で解説。
2. 児童養護施設や里親のもとで暮らす子どもが原則18歳で施設や里親のもとを離れないといけないという制度上の制限のこと。

18歳の壁（18さいのかべ）とは、障がいのある生徒が特別支援学校高等部を卒業すると、下校後の居場所となっていた放課後等デイサービスなどそれまで利用していた福祉サービスが使えなくなる問題。

## 概要
午後6時から7時まで利用できる放課後等デイサービスと異なり、就労継続支援事業所や生活介護など成人向けの福祉施設の多くは、利用時間が午後3時から午後4時までのため、夕方の早い時間帯に帰宅せざるを得なくなるために、その後は家庭での付きっきりでのケアを求められる。卒業を機に帰宅時間が早まった子供のために、出迎える家族が就労を諦めたりパートに切り替えたりせざるを得ない。こうした障がい児と家族が直面する劇的な環境変化のことをいう。